# 정형기
정형기(鄭亨基, 1956년 12월 7일 ~ )는 대한민국의 만화가이다.

## 생애
1995년 제16회 일본 요미우리신문 국제만화대상전 입상, 1991년 제1회 스포츠조선 국제만화대상전과 1989년 제2회 국민일보 만화대상전 입상하였으며, 1996년 10월 7일 중앙일보에《만화 동의보감》을 연재하면서 많이 알려지기 시작하였다. 그 당시 시사만화가 아닌 다른 장르의 만화가 메이저 중앙일간지에 연재 한 다는 것이 매우 어려운 때였다. 중앙일보에서는《만화 동의보감》연재문제를 놓고 3번이나 이사회가 열리기도 했다. 그만큼 시사만화가 아닌 다른 장르의 만화에 고정지면을 할애한다는 것이 모험이고, 쉽지 않는 일이었다. 중앙일보에서는 일면에 정형기의《만화 동의보감》연재를 알리는 기사를 내기도 하였다. 중앙일보에《만화 동의보감》이 연재가 되자 놀라울 정도로 반응을 얻었다. 중앙일보에서 독자들의 요청에 의해서 연재도중에 무려 120만부의 책자를 만들어 배포하기도 하였을 정도로《만화 동의보감》은 뜨거운 반응을 얻었다. 《만화 동의보감》이 좋은 반응을 얻자 중앙일간지에서도 만화에 대한 관심과 인식을 새롭게 하기 시작하였다.
정형기는 중앙일보《만화 동의보감》연재에 이어 문화일보에《만화 생활건강》, 국민일보에《그림 동의보감》을 연재하였다. 중앙일보에《만화 동의보감》이 처음 연재가 되면서 한약재를 이용한 건강식품, 건강음료, 한방화장품 등이 제품으로 많이 나오기 시작했다. 일간지에 연재한 정형기의 작품은 일본‘신간사’와 일어판, 태국 난미출판사와 태국어판 출판계약을 하였다.
또한 계간 ‘서정시학’, 1966년 11월 문화재관리국 발행 ‘문화재’ 제2호서 발굴된 ‘풀’의 시인 김수영(1921~1968) 산문《마당과 동대문》을 국민일보 문화면에 <‘풀’의 시인 김수영 미공개 산문 ‘마당과 동대문’ 만화가 정형기의 삽화와 만나다>라는 제목으로 전면게재(2008년 10월 7일)하였으며, 또 국민일보 문화기획물 ‘공간+너머’그림과 함께하는 문화지리학 ‘2부 남촌, 근대의 엘리지’ 프롤로그를 그려 문화면 전면게재(2009년 1월 13일)하였다.

## 수상
- 1989년 제2회 국민일보 만화대상전 입상
- 1991년 제1회 스포츠조선 국제만화대상전 입상
- 1995년 제16회 일본 요미우리신문 국제만화대상전 입상

## 경력
- 1995년 주간만화에 《 新 3金 이야기》
- 1995년 토요신문에 《고인돌 마을》
- 1996년 중앙일보에 《만화 동의보감》
- 1997년 문화일보에 《만화 생활건강》
- 2000년 국민일보에 《그림 동의보감》
- 2010년 국민일보에 《하나님의 사람들》[깨진 링크(과거 내용 찾기)] 등 다수 연재.
- 기타 주요작품으로 《만화 동의보감》[깨진 링크(과거 내용 찾기)], 《만화 정신건강》[깨진 링크(과거 내용 찾기)], 《만화 탈무드》[깨진 링크(과거 내용 찾기)] 등이 있다.

## 참고 자료
- 네이버/다음[깨진 링크(과거 내용 찾기)]
- 인물정보,
- 한국만화가 협회,
- 만화 규장각 보관됨 2013-05-30 - 웨이백 머신,
- 국민일보[깨진 링크(과거 내용 찾기)],
- 문화일보,
- 중앙일보,
- 경희의료원 보관됨 2012-12-23 - 웨이백 머신,
- 국립중앙도서관[깨진 링크(과거 내용 찾기)]
- 도서출판 의성당 보관됨 2016-03-04 - 웨이백 머신